# جرمی کمپ
جرمی کمپ (انگلیسی: Jeremy Camp؛ زادهٔ ۱۲ ژانویهٔ ۱۹۷۸) یک موسیقی‌دان اهل ایالات متحده آمریکا است.
 وی از سال ۲۰۰۰ میلادی تاکنون مشغول فعالیت بوده‌است. توضیحات بیشتر در فیلم
I.Still.Believe